# Going am Wilden Kaiser
Going am Wilden Kaiser è un comune austriaco di 1 870 abitanti nel distretto di Kitzbühel, in Tirolo.